# Love of ren'ai kōtei of LOVE!
Love of ren'ai kōtei of LOVE! (らぶおぶ恋愛皇帝 of LOVE！?) è una visual novel giapponese del 2013 di genere erotico e sviluppata per Microsoft Windows. In Giappone il videogioco è uscito prima in versione prova il 12 aprile 2013, mentre l'edizione ufficiale è uscita il 31 maggio 2013. La versione definitiva è disponibile anche per il download dal 29 novembre 2013. Una conversione per PlayStation Vita è uscita il 25 maggio 2017.

## Trama
Il presidente scolastico Lukina vince ogni cosa, non importa cosa sia. Tuttavia soltanto in una cosa non riesce mai ad avere la meglio: l'amore. Lukina ha dichiarato il suo amore per il suo amico d'infanzia Akito di fronte all'intera scuola, ma questo ha comportato l'avvicinamento di altre ragazze al suo amore.

## Accoglienza
La versione PlayStation Vita di Love of ren'ai kōtei of LOVE! ha ottenuto un punteggio di 26/40 dalla rivista Famitsū, basato sulla somma dei punteggi (da 0 a 10) dati al gioco da quattro recensori della rivista.